# Dragan Bajić
Dragan Bajić (Bludenz, 24 maggio 1973) è un ex cestista e allenatore di pallacanestro bosniaco.

## Palmarès

### Giocatore
- Campionato bosniaco: 1

Igokea: 2000-01

### Allenatore
- Campionato bosniaco: 3

Igokea: 2012-13, 2015-16, 2016-17
- Coppa di Bosnia ed Erzegovina: 5

Igokea: 2013, 2016, 2017, 2018, 2021
- Coppa di Bulgaria: 1

Cherno More Varna: 2015

#### Individuale
- ABA Liga Coach of the Year: 1

Igokea: 2020-21